# 15 Bawarski Pułk Piechoty
15 Bawarski pułk piechoty im. Króla Saksonii Fryderyka Augusta (niem. Königlich Bayerisches 15. Infanterie-Regiment „König Friedrich August von Sachsen“)  – pułk piechoty bawarskiej okresu Cesarstwa Niemieckiego.

## Charakterystyka
Pułk został sformowany 4 sierpnia 1722. Stacjonował w Neuburgu . Wchodził w skład I Bawarskiego Korpusu Armijnego . Wiosną 1914 był w strukturze 2 Bawarskiej Dywizji Piechoty.
W wyniku mobilizacji, w sierpniu 1914 pułk osiągnął gotowość bojową i w składzie 4 Brygady Piechoty został wysłany na front zachodni.
Na stopie wojennej pułk liczył początkowo 3287 żołnierzy i dysponował 53-osobowym sztabem. Jego trzon stanowiły trzy bataliony piechoty liczące etatowo po 1079 żołnierzy. Te dzieliły się na cztery trzyplutonowe kompanie. Ponadto pułk posiadał organiczną kompanię karabinów maszynowych. W kolejnych latach w armii cesarskiej następowała restrukturyzacje wojsk. Wprowadzono nowy model „dywizji wz. 1915”. Zgodnie z jej etatem, pozostawiono w pułku 97-osobową kompanię karabinów maszynowych z 15 kaemami, ale liczebność batalionu piechoty zmniejszono do 650 żołnierzy. Słabszym liczebnie batalionom dodano jednak kompanię karabinów maszynowych, a w 1917 pluton granatników i pluton moździerzy.